# Nombre de Zeisel
Un nombre de Zeisel est un nombre entier sans carré k avec au moins trois facteurs premiers de la forme {\displaystyle p_{x}=ap_{x-1}+b\,} où a et b sont des constantes et x est l'indice de chaque facteur premier dans la décomposition, trié en ordre croissant. Pour la détermination des nombres de Zeisel, {\displaystyle p_{0}=1\,}. Les plus petits nombres de Zeisel sont :
105, 1419, 1729, 1885, 4505, 5719, 15387, 24211, 25085, 27559, 31929, 54205, 59081, 114985, 207177, 208681, 233569, 287979, 294409, 336611, 353977, 448585, 507579, 982513, 1012121, 1073305, 1242709, 1485609, 2089257, 2263811, 2953711
Pour donner un exemple, 1729 est un nombre de Zeisel avec les constantes a = 1 et b = 6, ses facteurs étant 7, 13 et 19, de la forme
{\displaystyle p_{1}=7,p_{1}=1p_{0}+6\,}
{\displaystyle p_{2}=13,p_{2}=1p_{1}+6\,}
{\displaystyle p_{3}=19,p_{3}=1p_{2}+6\,}
Le nom nombres de Zeisel a été probablement introduit par Kevin Brown, qui examinait les nombres injectés dans l'équation {\displaystyle 2^{k-1}+k\,} qui fournissaient des nombres premiers. Dans un message envoyé au newsgroup sci.math du 24 février 1994, Helmut Zeisel indiqua que 1885 était l'un de ces nombres. Plus tard, il fut découvert (par Kevin Brown ?) que les facteurs premiers de 1885 étaient de la forme décrite ci-dessus, ainsi un nom comme nombre de Brown-Zeisel pourrait être plus approprié.